# Jens-Uwe Zöphel
Jens-Uwe Zöphel (* 23. Juni 1969 in Prenzlau) ist ein ehemaliger deutscher Fußballspieler.

## Sportliche Laufbahn
Jens-Uwe Zöphel begann seine sportliche Laufbahn bei der BSG Einheit Templin mit dem ersten Übungsleiter Gerd Wegner. Im Jugendbereich schaffte er den Sprung in die Nachwuchsabteilung des Berliner FC Dynamo. Über die Zweitvertretung des BFC, die in der zweithöchsten Spielklasse, der Liga, vertreten war, bot sich der zehnfache U18-Juniorennationalspieler für die 1. Mannschaft an.
In der Oberliga absolvierte er nach seinem Debüt im November 1988 bis zur Auflösung des ostdeutschen Ligensystems im Sommer 1991 bei den Berlinern 19 Oberligaspiele. Seinen Einstand im Team des zehnmaligen DDR-Fußballmeisters gab Zöphel am 12. Spieltag der Saison 1988/89 beim 1:1 im Heimspiel gegen den FC Carl Zeiss Jena. Im selben Spieljahr gewann der damalige Sportstudent mit den Dynamos das Finale um den FDGB-Pokal gegen den FC Karl-Marx-Stadt (1:0). Im Halbfinale gegen den FC Rot-Weiß Erfurt hatte der 19-jährige Mittelfeldakteur zuvor mit einem Tor beim 6:1 zum Einzug ins Endspiel eingetragen, während er in seiner ersten Oberligasaison und auch in den beiden folgenden Spielzeiten in der höchsten Spielklasse des ostdeutschen Teilstaates ohne Tor blieb.
Nach vier Jahren in der Drittklassigkeit mit dem inzwischen als FC Berlin firmierenden DDR-Rekordmeister, zunächst in der NOFV-Amateuroberliga und dann in der neu geschaffenen Regionalliga Nordost, wechselte Zöphel innerhalb der Regionalliga aus Berlin zum FC Energie Cottbus. Dort hatte er nach der Wiedervereinigung seine erfolgreichste Zeit im Profifußball. Am Ende seiner zweiten Saison stieg er mit dem Meister der Nordoststaffel aus der dritthöchsten Spielklasse nach den erfolgreich gestalteten Relegationsspielen gegen Hannover 96 in die 2. Bundesliga auf. Parallel stand er mit dem Team von Eduard Geyer im Endspiel des DFB-Pokals, das mit 0:2 gegen den VfB Stuttgart verloren wurde.
Nach zwei Jahren in der 2. Bundesliga verließ er den Verein 1999 in Richtung 1. FC Union Berlin. Zwei Jahre später wechselte er innerhalb der Regionalliga von der Nord- in die Südstaffel zum Wacker Burghausen. Im Jahresrhythmus folgten weitere Stationen beim Dresdner SC, bei der SV Germania 90 Schöneiche in der Verbandsliga Brandenburg und beim Ludwigsfelder FC. 2005 kehrte der Mittelfeldspieler ebenfalls nur für eine Spielzeit zum BFC Dynamo zurück. Von November 2006 bis 2010 spielte Zöphel für den MSV 19 Rüdersdorf und wechselte im Anschluss zum Ortsnachbarn SV 1919 Woltersdorf, bei dem er seine fußballerische Laufbahn im Jahr 2013 beendete.

## Statistik
Oberliga 19/0
- BFC Dynamo / FC Berlin: 19/0

2. Bundesliga 51/2
- FC Energie Cottbus: 51/2

Regionalliga 176/10
- FC Berlin: 34/1
- FC Energie Cottbus: 64/7
- 1. FC Union Berlin: 42/2
- Wacker Burghausen: 15/-
- Dresdner SC: 21/-

## Erfolge
- FDGB-Pokalsieger: 1988/89
- DFB-Pokalfinalist: 1996/97